# Maciço de São Gotardo
O Maciço de São Gotardo ou simplesmente São Gotardo é um maciço montanhoso situado na Suíça e que faz parte da cadeia Alpina na fronteira dos Quatro Cantões: o Cantão de Valais, o Cantão de Tessino, o Cantão de Uri e o Cantão de Grisões.

## O Colo ou Passo
O Passo de São Gotardo, ou colo de São Gotardo (Passo del San Gottardo em italiano, Gotthardpass em alemão) liga Andermatt no Cantão de Uri a Airolo no Cantão de Tessino, Suíça. É a passagem privilegiada para ligar a Suíça e a Itália em relação às deslocações entre o planície do Pó e a Europa do Norte.
Chamado Monte Tremulo (1230), Mons Ursarie ou Mons Elvelinus nas suas primeiras menções, é citado como Monte Sancti Gutardi em 1237, do nome do santo beneditino Gothard (961-1038).
A sua importância estratégia e o seu controlo estão na base da revolta dos Quatro Cantões contra os Habsburgo e que está na origem da formação da Confederação Helvética. - 

## Túneis
Na segunda metade do século XIX foi furado o primeiro túnel no Maciço de São Gotardo, um túnel ferroviário de 15 km cuja  obra foi dirigida pelo engenheiro Luis Favre e cuja construção se terminou em 1882. Sempre para melhorar as ligações entre o Norte e o Sul da Europa, outros túneis foram ou estão a ser construídos.

### Túnel rodoviário
Em 1980 foi inaugurado, depois de 10 anos de trabalhos, um túnel rodoviário de duas vias com 16,9 km de comprimento e um tráfego anual de 5,5 milhões de veículos (valores de 2006).

### Túnel de Base de São Gotardo
Actualmente está em construção um novo túnel ferroviário de duas vias que deve estar terminado em 2018 e será o mais comprido túnel do mundo com 57 km entre Erstfeld e Bodio e num valor estimado de dez mil milhões de francos suíços. Este túnel é conhecido pelo nome de Túnel de Base de São Gotardo.

## Hospício
É no colo de São Gotardo que se encontra um antigo hospício assim como outros edifícios como um museu, um hotel, um restaurante, todos frente a um lago.

## Galeria de imagens

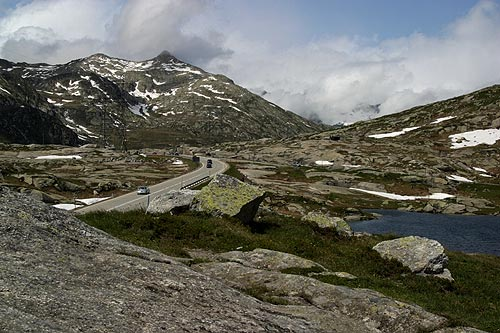
Estrada vinda do Sul junto ao colo.
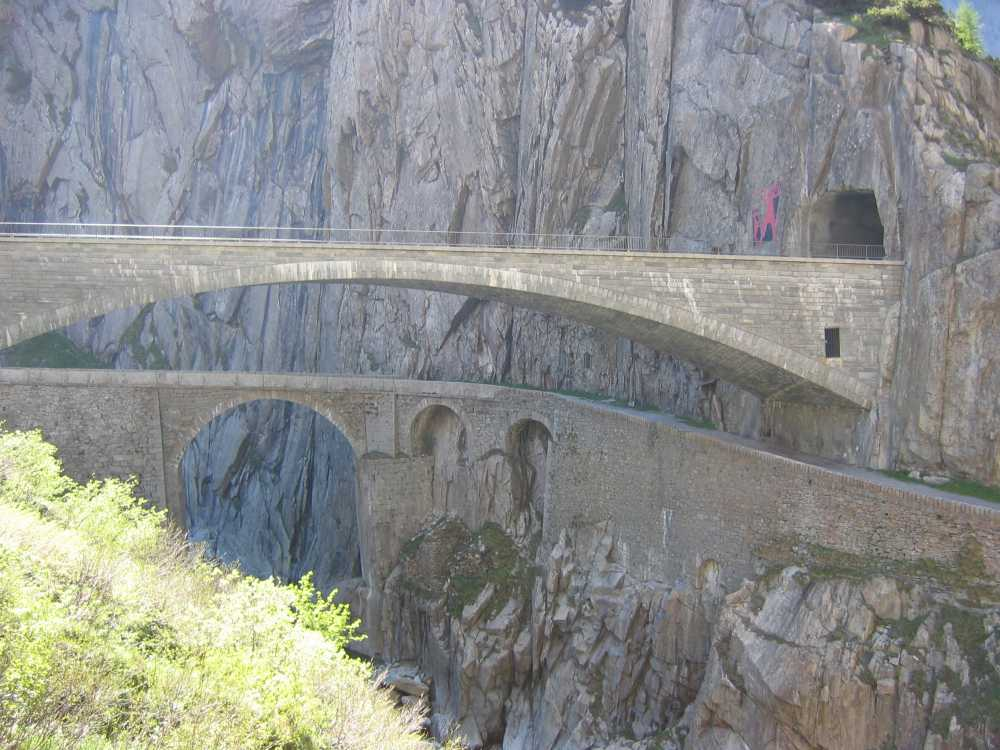
Ponte do Diabo
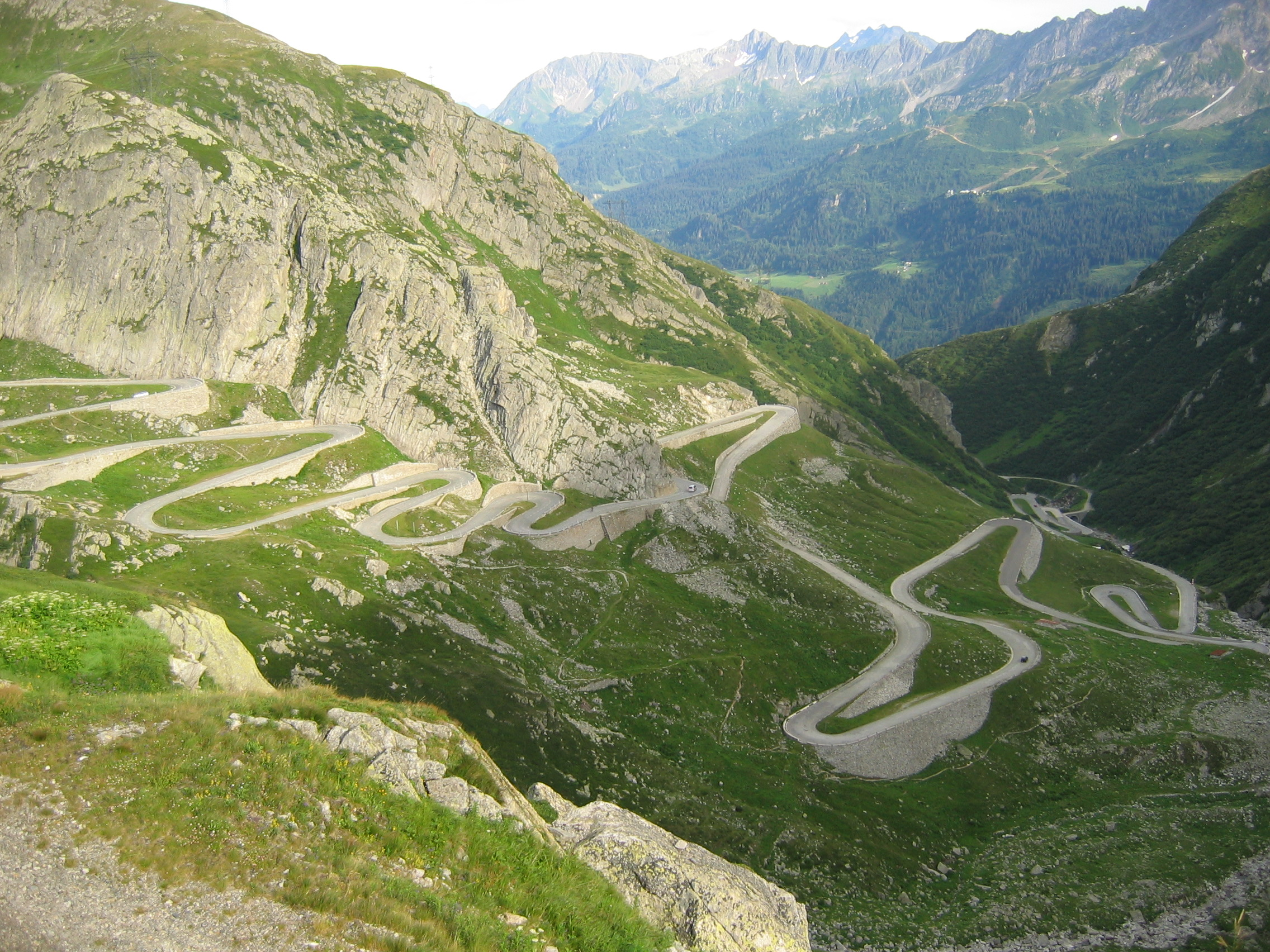
Antiga estrada na vertente Sul
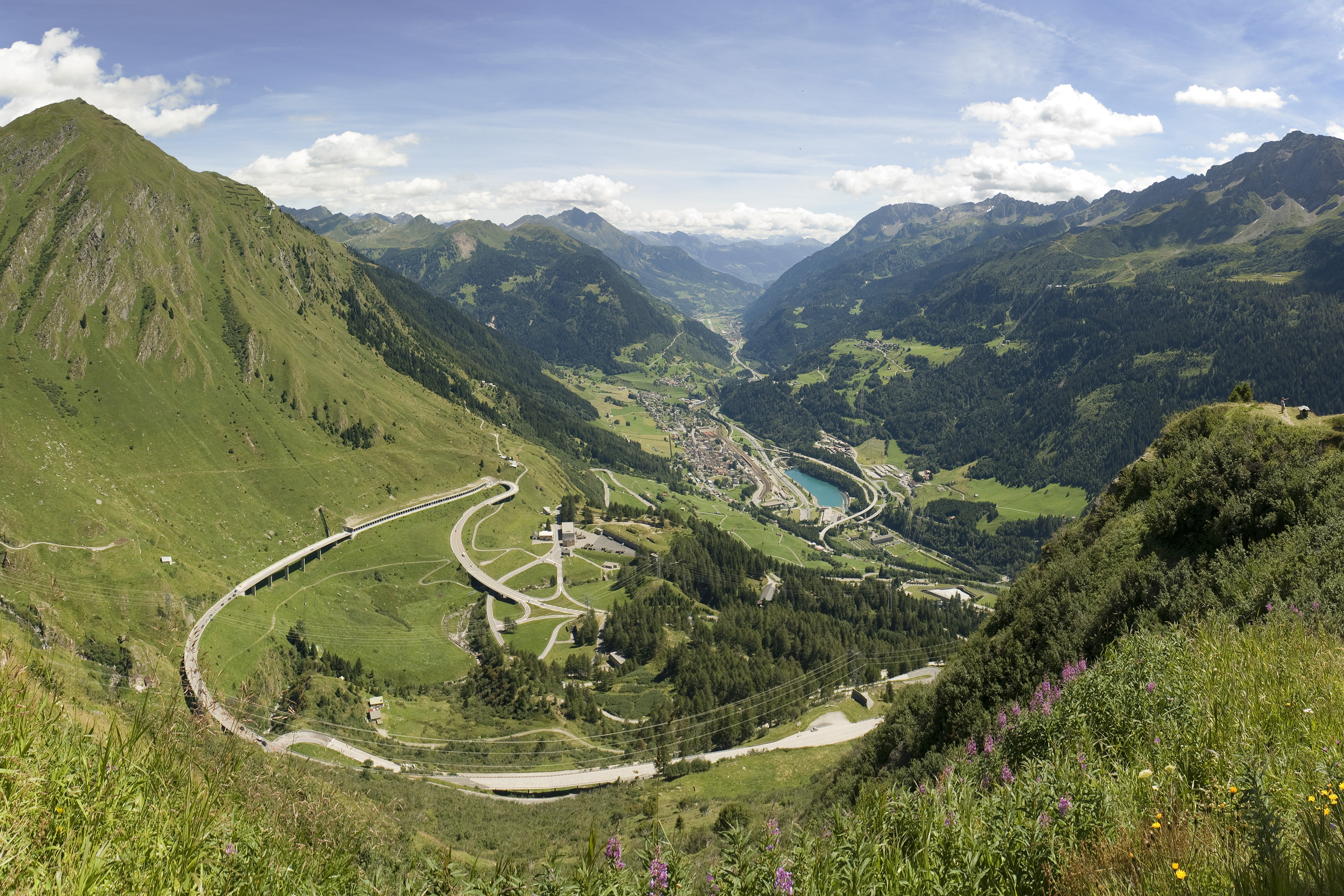
A rampa Sul acima de Airolo, Cantão de Tessino
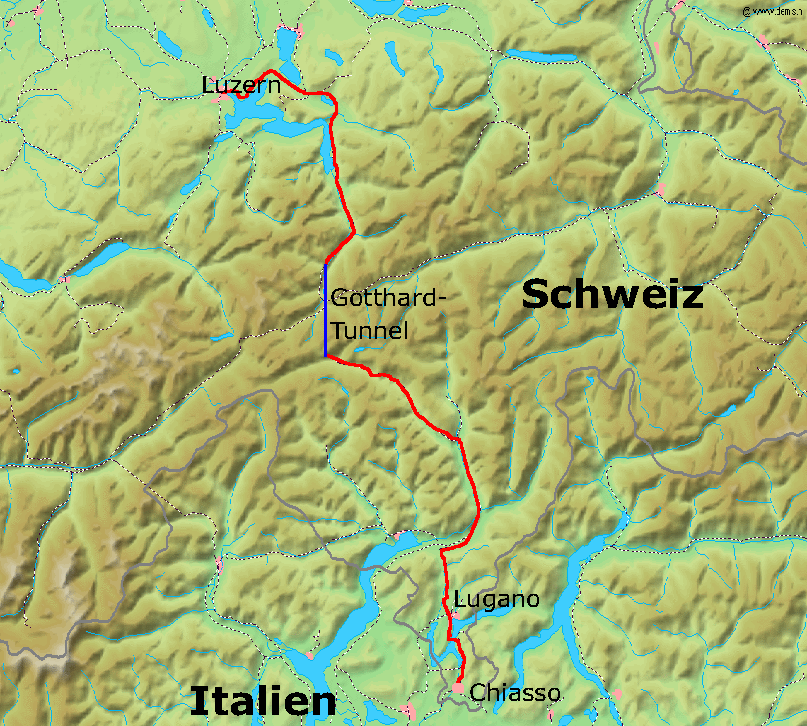
Ligação Norte-Sul (com túnel)